# إعادة تدوير الأراضي
إعادة تدوير الأراضي هي إعادة استخدام العقارات المهجورة أو الخالية أو غير المستخدمة بشكل كاف لإعادة استثمارها أو إعادة توظيفها.
تهدف إعادة تدوير الأراضي إلى ضمان إعادة استخدام الأراضي المستثمرة كجزء من: الاستثمارات الجديدة؛ وتطهير العقارات الملوثة؛ وإعادة استخدام و/أو استغلال الأراضي المستخدمة المحاطة بالاستثمارات أو البنى التحتية القريبة. قد تتضمن الاستخدامات النهائية بعد إعادة تدوير الأراضي: استثمارات متعددة الاستخدام، أو استثمارات سكنية أو تجارية أو صناعية؛ و/أو مساحات عامة مفتوحة كالمساحات الحضرية المفتوحة التي تستخدمها المنتزهات الحضرية والحدائق المجتمعية؛ أو المحميات الطبيعية المفتوحة ذات المساحات الأكبر كالمنتزهات الإقليمية.
بما أن العديد من العقارات المهجورة وغير المستغلة تقع بشكل كامل داخل المجتمعات المحلية المحرومة والمنكوبة اقتصاديًا، فإن إعادة تدوير الأراضي غالبًا ما يفيد ويحفز إعادة الاستثمار في المناطق التي تعاني من نقص الخدمات تاريخيًا. من ناحية ثانية، ونظرًا للاستخدام السابق لهذه المواقع، قد يكون هناك العديد من المخاطر الصحية عند التعامل مع الأراضي كالمعادن والبلاستيك والأسبست (الحرير الصخري) وشظايا الزجاج وتوليد الغاز والمواد المشعة. تسمى عادةً إلى هذه العقارات المنكوبة من الناحية البيئية، بعد أخذ تنظيف الموقع والتسكين بعين الاعتبار، باسم أرض ملوثة.

## أنواع إعادة تدوير الأراضي

### بناء تكيفي
أكثر أشكال إعادة تدوير الأراضي شيوعًا هي إعادة استثمار عقارات الأبنية غير المستخدمة أو المهجورة. البناء التكيفي هو استثمار بنار قديم مهجور بغرض إعادة توظيفه في تصميم بناء جديد أو لغاية جديدة. يعد الحفاظ على المباني القديمة وإعادة استخدام المواد داخل المباني أكثر استدامة بيئيًا من بناء بنية جديدة كليًا بمواد جديدة. قد تشمل إعادة توظيف المواد في تأهيل البناء القائم مسبقًا أو في موقع بناء جديد، الخشب والمعادن والسقف والطوب.. إلخ، وقد توفر منتجات لمشاريع جديدة لمنع الإسراف بشكل كبير. يؤدي أيضًا إلى انخفاض العراقيل في الموقع نظرًا لانخفاض كمية التدمير والبناء. تمنح العملية التكيفية أيضًا طريقة أكثر استدامة لتعزيز البنى الملائمة للبيئة. يقلل أيضًا من كمية الملوثات التي يمكن أن تلوث التربة والمياه حول المبنى المهجور. قد يكون ذلك مفيدًا بشكل خاص عند إعادة استخدام المباني القريبة من المدارس أو الأحياء السكنية أو أماكن العمل الأخرى عن طريق التخفيف من المخاطر الوظيفية الشائع وجودها في عمليات البناء. يعتقد أيضًا أن ذلك ملائم أكثر اقتصاديًا، بما في ذلك توفير التكاليف المباشرة وغير المباشرة لشركة البناء ولصاحب المبنى. تعد تكلفة إنتاج المواد الجديدة والخدمات التي تنتج عن تصنيع هذه المنتجات أكثر تكلفة بكثير من إعادة توظيف المباني القائمة.

### إعادة استثمار الأرض الملوثة
تصنف وكالة حماية البيئة الأرض الملوثة كما يلي: «الأرض الملوثة هي عقار قد يكون توسيعه أو إعادة استخدامه أو استثماره معقدًا بسبب وجود أو احتمالية وجود مادة خطرة أو مادة ملوثة أو مفسدة». يوجد حاليًا في الولايات المتحدة أكثر من 450 ألف أرض ملوثة، ثبت عند تحسينها أنها حسنت من الإجهاد البيئي المحيط. يمكن الحصول على تمويل لهذه المواقع الخطرة من خلال برنامج إعادة إحياء الأراضي والأراضي الملوثة الخاص بوكالة حماية البيئة، الذي يمكّن البلديات، وأصحاب الأراضي ومتعهدي الأراضي من تطهير الأرض وإعادة توظيفها بشكل آمن.

### إعادة الاستثمار بدون بنية تحتية
يمكن أن تتضمن إعادة تدوير الأراضي أيضًا تلك المساحات التي لا تقع ضمن البيئات الحضرية وتشتمل على مبنى. إعادة الاستخدام الزراعي جزء مهم جدًا من إعادة استخدام الأراضي حيث يمكن استثمار حقل موجود مسبقًا تم التخلي عنه بسبب نفاذ المواد المغذية، وتحويله إلى شيء آخر. إضافة إلى ذلك، فإن إعادة استثمار الأراضي غير المستغلة إلى منتزهات وحدائق عامة وأحواض المساحات المفتوحة شائع جدًا.

### مصطلحات أخرى
بعض المصطلحات الأخرى الشائعة الاستخدام التي قد ترتبط أو تعمل كمصطلح لإعادة تدوير الأراضي:
- استثمار مساحات البناء الشاغرة: الاستثمار الذي يحدث داخل مجتمعات محلية قائمة، بالاستفادة إلى أقصى حد من البنى التحتية القائمة بدلًا من البناء على أراضي لم يتم استثمارها من قبل؛
- التنمية المستدامة: التنمية التي تلبي احتياجات الحاضر دون التأثير على إمكانية تلبية الأجيال المستقبلية لاحتياجاتها؛
- استثمار الأراضي الملوثة: استثمار عقارات قد تتعقد إعادة استخدامها بسبب وجود أو احتمالية وجود مواد خطرة أو ملوثة.

## الفوائد

### الإنعاش الاقتصادي والاجتماعي
تساعد إعادة تدوير الأراضي على تنظيف وإنعاش المدن الداخلية من خلال إعادة المواقع غير المستغلة أو المهجورة او الخاملة إلى الاستخدام الإنتاجي، وتعزيز روح المجتمع، وخلق فرص العمل وزيادة عائدات الضرائب المحلية.
إعادة استخدام الأراضي ينعش المجتمعات ويجدد النشاط الاقتصادي، بشكل خاص في المناطق الحضرية التي تعاني من نقص في الخدمات. العقارات المهجورة والخاملة والخالية تقع غالبًا في المناطق التجارية والصناعية السابقة، وعادةً في المناطق الحضرية والمحرومة تاريخيًا. قد تكون هذه المواقع كريهة المنظر بالنسبة للمجتمع، وتؤثر سلبًا على التنمية الاجتماعية والاقتصادية، وفي كثير من الأحيان على صحة الإنسان والبيئة. يترجم فشل إعادة استثمار الأراضي الملوثة بشكل خاص إلى احتمال زيادة التعرض للسموم وفقدان الفوائد الاقتصادية والسكنية التي يمكن أن تأتي من إعادة الاستثمار المناسبة.
من خلال وضع هذه العقارات في استخدامات جديدة ومنتجة، تشجع إعادة تدوير الأراضي نمو الأعمال التجارية والخدمات في مثل هذه المناطق، الأمر الذي يساعد في تفكيك تجمعات الفقر، وخلق فرص العمل وتحفيز المزيد من الاستثمار الخاص والعائدات الضريبية المحلية. يمكن تطهير موقع مصنع مهجور وغني بشكل معتدل وإعادة استثماره ليصبح استثمارًا مطلوبًا أكثر ومتعدد الاستخدامات إلى جانب متجر بقالة، ومساكن لكبار السن وسائل النقل العامة. إضافة تجارة التجزئة التي تخدم الأحياء السكنية، أو إسكان ميسور التكلفة أو منتزه عام نظيف في مجتمع محروم يمكن أن يعزز من الروح المحلية ويحسن من جودة الحياة بشكل عام.

### بديل للزحف العمراني
تزيد إعادة تدوير الأراضي من الكثافة في المناطق الحضرية، عن طريق الحد من الزحف العمراني والاستثمارات غير المنظمة ومنخفضة الكثافة والمعتمدة على السيارات.
يؤدي تطور الزحف العمراني إلى انتشار المساكن، والمواصلات العامة والوظائف والمرافق الأخرى، مما يتطلب استخدامًا متكررًا للسيارات من أجل السفر. تؤدي الزيادة في الأميال التي تقطعها المركبات إلى عدد من المشاكل البيئية والصحية، بما فيها تلوث الهواء، وزيادة انبعاثات غازات الاحتباس الحراري وزيادة حدوث الاختناقات المرورية والربو. يؤدي هذا إلى انخفاض جودة الحياة للسكان وزيادة أوقات التنقل باستمرار والآثار الصحية للضباب الدخاني.
يمكن لتطور الزحف العمراني، من خلال نقل فرص عمل جديدة وفرص اقتصادية ووسائل راحة مجتمعية بعيدًا عن السكان المستقرين، أن يشل حركة المدن التي كانت مزدهرة ذات يوم. يؤثر هذا الاتجاه سلبًا على الصحة الاجتماعية والاقتصادية للمجتمعات الحضرية مع تراجع النمو عن المركز الحضري.
بدلًا من استغلال البنى التحتية الموجودة كالطرقات والنقل العام والأشغال العامة، فإن بناء مشاريع الزحف العمراني يتخلى عن هذه الموارد ويطالب بالمزيد من استهلاك الأراضي والموارد.
توفر إعادة تدوير الأراضي بديلًا لتطور الزحف العمراني. تعيد استخدام البنية التحتية الأساسية والموارد العامة وتنشئ أحياء صغيرة متكاملة الخدمات تعمل على الحد من استخدام المركبات والاعتماد على الكربون. تؤدي إعادة البناء في الأحياء الحضرية إلى إعادة الاستثمار في المراكز الاقتصادية والثقافية الحيوية، بدلًا من سحب الموارد التي هناك حاجة أخرى إليها. مع انخفاض أوقات التنقل اليومية بسبب القرب من المراكز الحضرية، يمكن أيضًا أن تزداد جودة الحياة.